# Dřevěné molo Hostivař
Dřevěné molo Hostivař, nazývané také Vyhlídkové molo v Hostivaři nebo Odpočinkové molo, je dřevěné molo, které je na břehu zátoky vodní nádrže Hostivař na pravém břehu potoka Botič u Lesoparku Hostivař v části Hostivař v Praze.

## Popis a historie stavby
Na břehu vodní nádrže Hostivař bylo v roce 2012 postaveno dřevěné molo (nebo chodník nad vodní plochou) ve tvaru oblouku. Slouží především jako vyhlídkové místo, okraj koupaliště, místo pro rybolov nebo odpočinkový prostor. Nachází se na trase naučné stezky Povodím Botiče a naučné stezky Historií Hostivaře a místní cyklostezky P15. Architektonický návrh i projekt zpracovalo studio Hlaváček & partner.

## Galerie

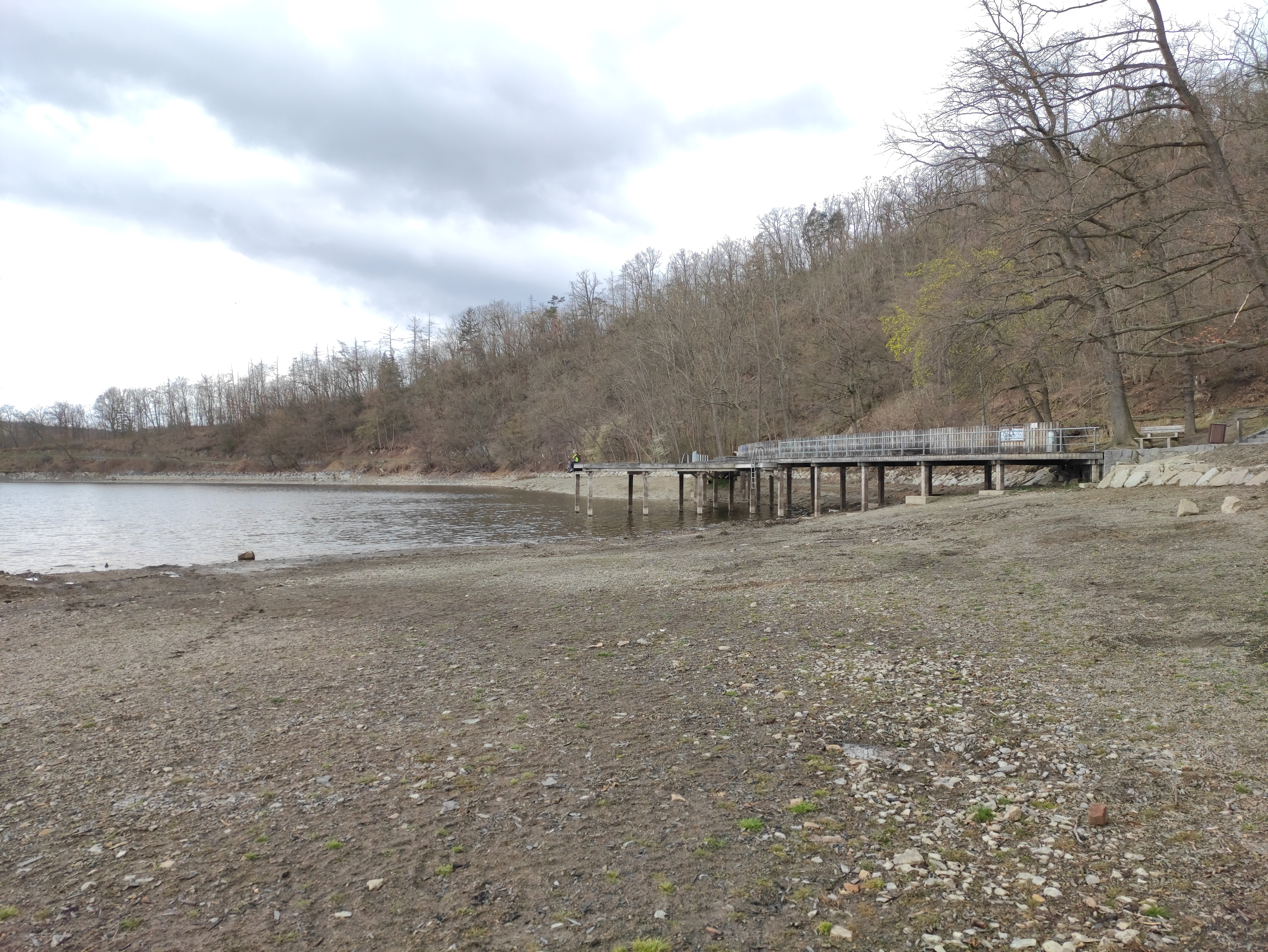
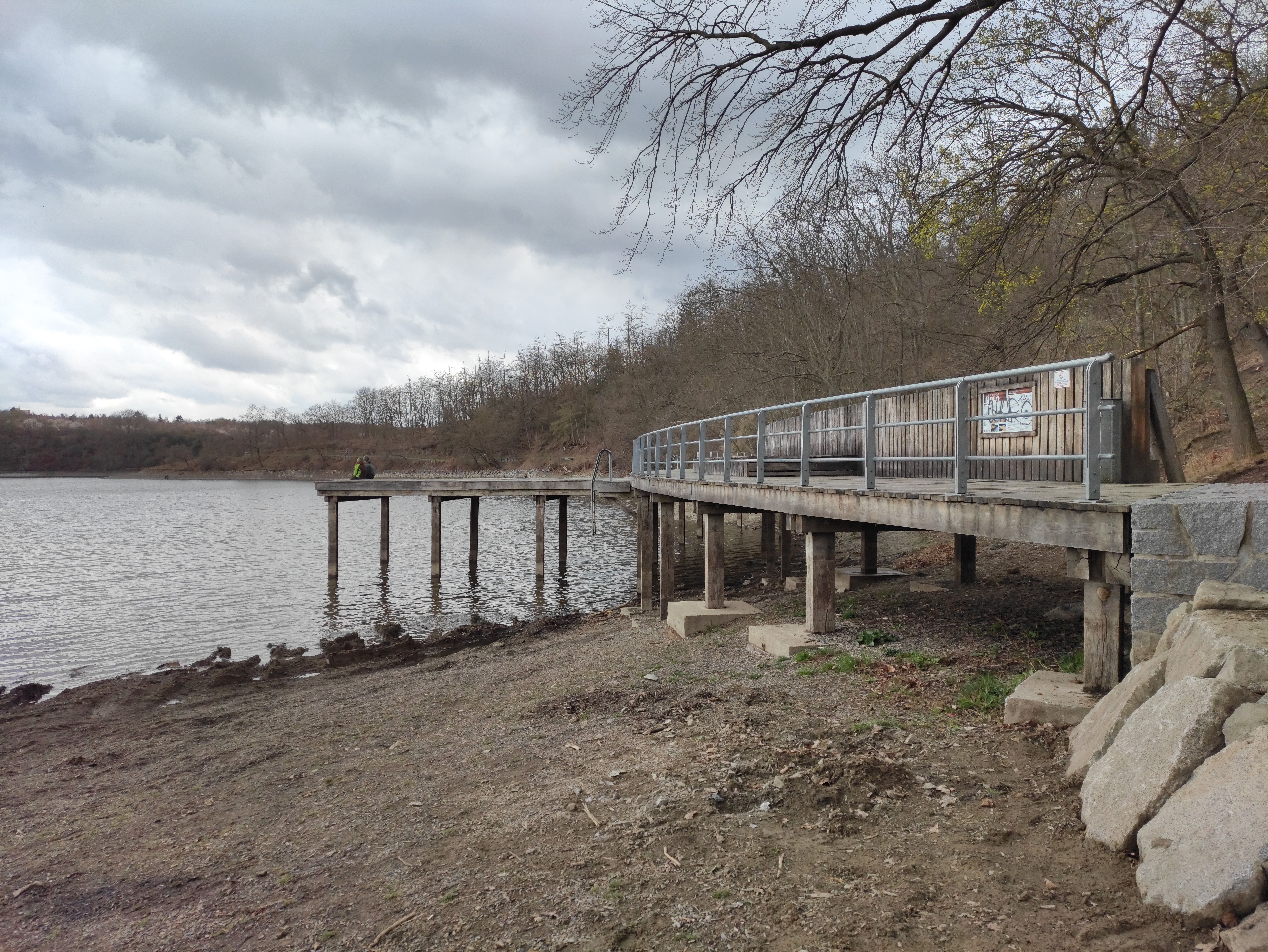
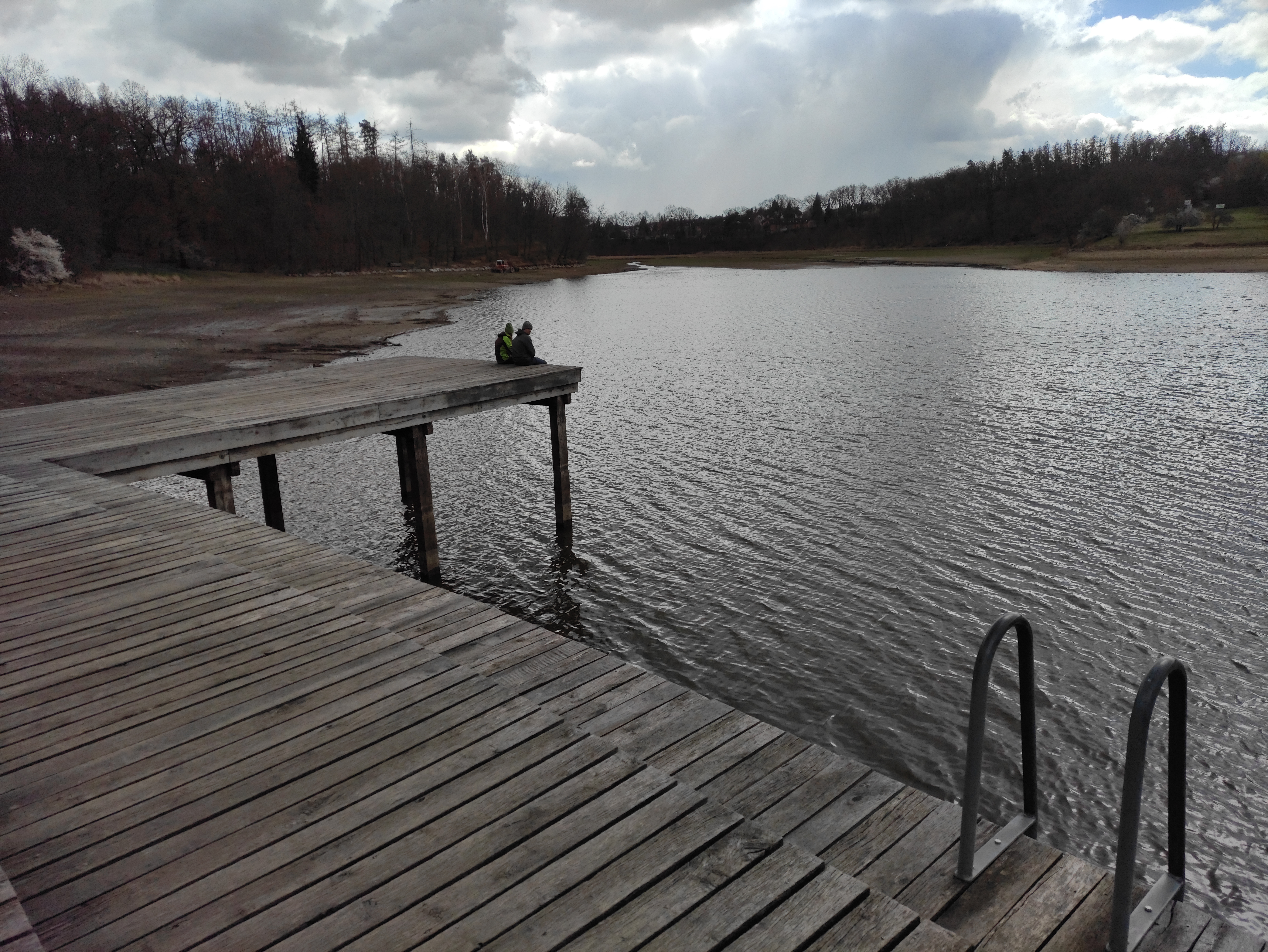
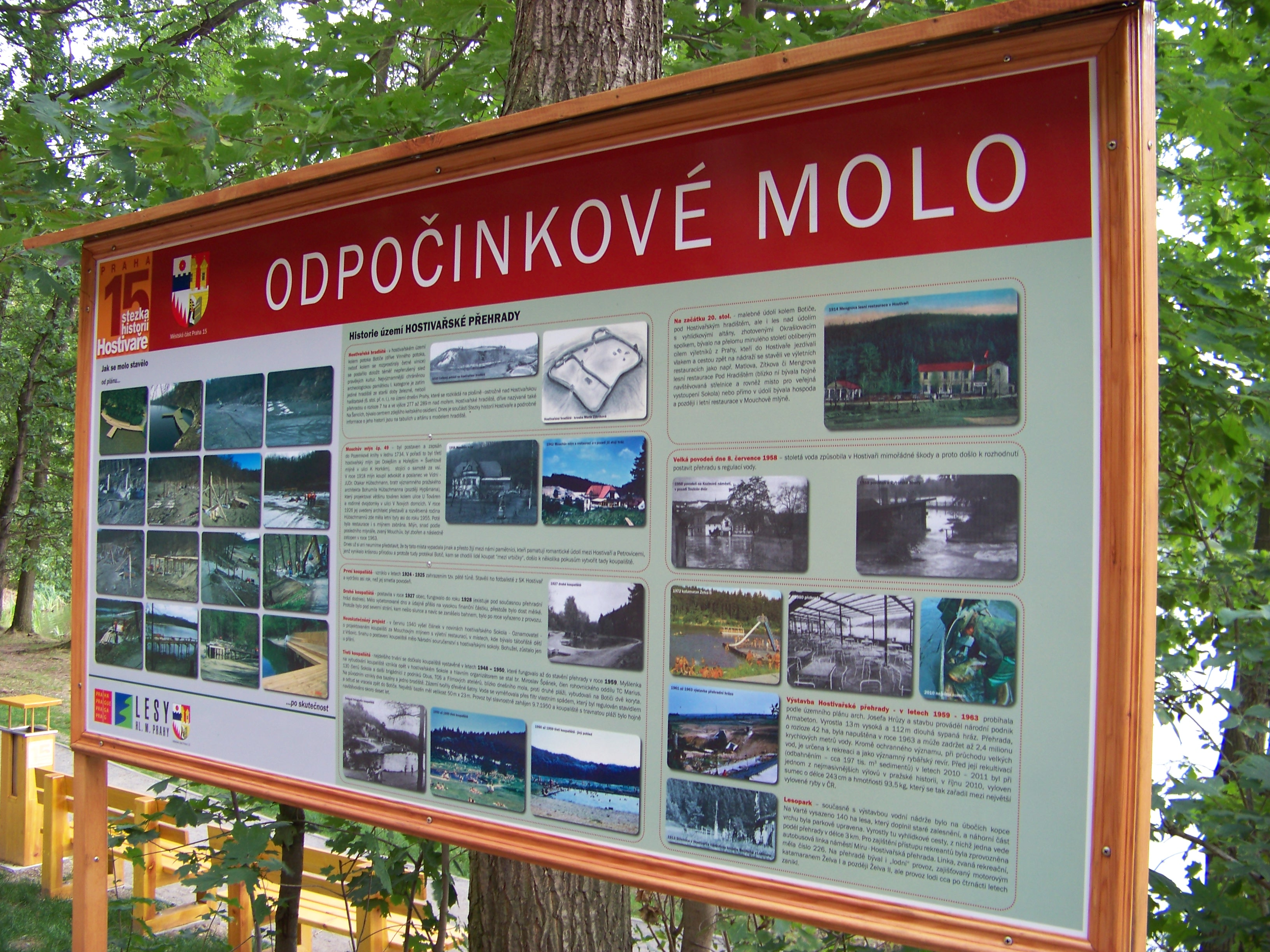